# Oolong
Oolong (xinès tradicional: 烏龍, xinès simplificat: 乌龙, pinyin: wūlóng. Literalment significa "Drac negre") és un te tradicional xinès (Camellia sinensis) produït a través d'un procés especial de marciment i oxidació sota un sol fort abans de ser corbat i retorçat. Molts dels tes oolong, especialment aquells de bona qualitat, es conreen en camps de te exclusius per a determinades varietats.